# ريكاردو فيسوري
ريكاردو فيسوري (بالإيطالية: Riccardo Fissore)‏ (18 فبراير 1980 في إيطاليا - ) هو لاعب كرة قدم إيطالي في مركز الدفاع. شارك مع منتخب إيطاليا تحت 18 سنة لكرة القدم ومنتخب إيطاليا تحت 20 سنة لكرة القدم ومنتخب إيطاليا تحت 21 سنة لكرة القدم. أما مع النوادي، فقد لعب مع أتالانتا وإنتر ميلان ونادي تورينو ونادي سبيزيا ونادي فيتشينزا ونادي ليتشي ونادي مانتوفا وبوردينوني كالتشيو واتحاد بافيا لكرة القدم وايه سي ماكراتيسي ونادي توريس ويوفي ستابيا وReal Vicenza VS ‏.

## روابط خارجية
- ريكاردو فيسوري على موقع قاعدة بيانات كرة القدم.إي يو (الإنجليزية)
- ريكاردو فيسوري على موقع Soccerway.com (الإنجليزية)